# Цикл индекса
Ци́кл и́ндекса (васцилля́ция) — явление гидродинамической неустойчивости вращения неравномерно нагретой жидкости или газа, первоначально обнаруженное как квазипериодическое изменение индекса зональной циркуляции атмосферы
. Характерной особенностью такой неустойчивости является периодический обмен энергией между упорядоченным и неупорядоченным движением. Аналогичный процесс наблюдается и в океанических течениях, в лабораторных экспериментах с вращающейся неравномерно нагретой жидкостью, в атмосферах других планет, возможно, в жидком ядре планеты, во вращающихся звездах и в аккреционных дисках.

## Индексы циркуляции атмосферы
- Карл-Густав Арвид Россби предложил характеризовать вращение атмосферы относительно Земли «индексом циркуляции» (Россби) — средней зональной геострофической скоростью ветра, вычисляемой для каждой зоны по среднему меридиональному градиенту давления атмосферы (или высоты изобарической поверхности). К.—Г. Россби рекомендовал разделить тропосферу на следующие широтные зоны, каждая из которых характеризуется своим индексом циркуляции.

| Зима    | Лето    | Ветер     |
| 20о−25о | 20о−40о | восточный |
| 35о−55о | 40о−65о | западный  |
| 55о−70о | > 65о   | восточный |

- Екатерина Блинова[3] предложила оценивать относительное вращение атмосферы индексом {\displaystyle \ A=1000\alpha /\omega }, где {\displaystyle \ \mathbf {\alpha } } — средняя в широтной зоне 45о−65о угловая скорость вращения тропосферы относительно Земли, {\displaystyle \ \mathbf {\omega } } — угловая скорость вращения Земли. (Значению индекса Блиновой A=1 соответствует линейная скорость ветра ~ 23 см/с.)

- П. Вебстер и Дж. Келлер[4] для анализа общей циркуляции атмосферы по наблюдению за движением уравновешенных аэростатов в международном эксперименте «ЭОЛ» (1972 год), использовали в качестве индекса циркуляции отношение кинетической энергии турбулентности к кинетической энергии упорядоченного движения, измеренное в трех широтных зонах: 30о−40о, 40о−50о, 50о−60о Южного полушария.

- Степень упорядоченности атмосферной циркуляции может измеряться информационной энтропией. Использование информационной энтропии высоты изобарической поверхности на полушарии[5] оказалось весьма удобным методом исследования явления цикла индекса.

Известны и другие методы количественной оценки типа общей циркуляции атмосферы.

## Явление цикла индекса
- Ещё в 1878 году И. Б. Шпиндлер заметил, что циклоны приходят с Атлантики на европейский континент не поодиночке, а сериями. Этот факт косвенно указывает на то, что в атмосфере может существовать какой-то глобальный периодический процесс, влияющий на циклогенез.
- В 1915 году Б. П. Мультановский[6] заметил, что синоптические процессы поддаются типизации. Он ввел в метеорологию понятие «элементарный синоптический процесс», продолжительность которого составляет примерно 2—4 дня. По мнению Б. П. Мультановского элементарные синоптические процессы группируются в «естественный синоптический период» — понятие, порожденное цикличностью синоптических процессов.
- В 1944 году Х. Виллетт[7][8] и К. —Г. Россби[9] (Чикагский университет) обнаружили, что в атмосфере наблюдается квазипериодическое чередование разных типов атмосферной циркуляции. Состояние с повышенной скоростью упорядоченной циркуляции («высокий индекс»), при котором энергия турбулентных структур понижена, чередуются с обратной ситуацией («низкий индекс»), при которой энергия турбулентности (циклогенез) достигает максимума. Обнаруженное метеорологическое явление получило название «цикл индекса».

### В атмосфере
По оценкам Х. Виллетта и К.—Г. Россби период цикла индекса составляет примерно 3—4 недели. Для точного определения периода цикла индекса многократно исследовался спектр рядов наблюдений как за индексами циркуляции, так и за другими характеристиками состояния атмосферы. Однако спектр атмосферных процессов оказался довольно сложным, содержащим в интервале 5—50 суток много гармоник. Не ясно, какая именно гармоника отвечает за основной процесс, а какие — вторичны. Временной спектр колебаний метеорологических характеристик атмосферы содержит отчетливые суточный и годовой циклы и их гармоники. Существование иных скрытых периодических процессов вызывает большие сомнения из-за их низкой статистической значимости. Определение периода цикла индекса по спектру временных рядов осложняется из-за того, что амплитуда и период цикла меняется в атмосфере не только в течение года, но и от колебания к колебанию, что порождает общее скептическое отношение к существованию этого явления в природе.
Исследование энергетических характеристик атмосферы, особенно отношения энергии турбулентности к энергии упорядоченного движения, оказались более информативными по сравнению с индексом Россби или индексом Блиновой. Анализ периода цикла индекса в эксперименте «ЭОЛ», проведенном в южном полушарии, дал значение 18—23 дня. Исследование продолжительности цикла индекса в северном полушарии по спектрам кинетической и доступной потенциальной энергии привело к значению периода цикла индекса в 20—26 дней.
Представляет интерес изучение спектра колебаний информационной энтропии характеристик общей циркуляции атмосферы. Исследование информационной энтропии высоты изобарической поверхности 500 гПа на широте 50о для зимнего полугодия в Северном полушарии показало, что эта величина, характеризующая меру упорядоченности атмосферы и отвечающая только за явление цикла индекса, имеет один отчётливый спектральный максимум, соответствующий периоду в 23—24 суток.
Период и амплитуда цикла индекса зависят от разности температуры между экватором и полюсом. Исследуемый процесс протекает в каждом полушарии отдельно. Среднегодовое значение периода цикла индекса в северном полушарии порядка 25 суток, а в южном — 20 суток. Зимой амплитуда процесса увеличивается, летом — падает. В северном полушарии минимальное значение периода цикла индекса составляет 22 дня и приходится на январь. Летом период колебаний стремительно возрастает, достигая максимума в 53 дня в июле.
Цикл индекса обнаруживается также и в колебаниях межширотной разности атмосферного давления, известных как арктическая осцилляция. Знакомое мореплавателям периодическое усиление ветров над океанами, проявляющееся в «штормовом цикле», особенно выраженном в Южном океане — это и есть цикл индекса.

### В океане
На качественное подобие между неустойчивостью струйных течений в атмосфере и в океане не раз обращалось внимание. Процесс развития меандров в океаническом течении напоминает явление цикла индекса. Подобно тому, как развивается цикл индекса в атмосфере, в Северной Атлантике наблюдается периодическое прохождение вихревых пакетов с периодом ~ 1.5 года. Эта неустойчивость приводит к колебаниям аномалий температуры и индекса ледовитости. В численных экспериментах по мезомасштабной динамике океана на основе вихреразрешающей квазигеострофической модели были обнаружены автоколебания, качественно подобные циклу индекса. Похожий результат был получен в модели мезомасштабной циркуляции в открытом океане. Обнаружено, что в океане возникают собственные колебания с периодом порядка 2-х лет, в которых происходит периодический обмен энергии между турбулентным и упорядоченным движением.
Известно, что Гольфстрим теряет устойчивость к северу от мыса Гаттерас. Теория явления цикла индекса указывает на то, что гидрологическим условиям этого района океана соответствует период колебаний ~1,8 года. Аналогичная оценка для Антарктического циркумполярного течения дает значение периода колебаний такого типа порядка 3-х лет.
Период и амплитуда колебаний такого типа определяется градиентом плотности воды в направлении, перпендикулярном к вектору скорости течения в области, в которой оно теряет устойчивость. С другой стороны, градиент плотности сам зависит от фазы процесса. Такая ситуация влечёт переменность периода колебаний (квазипериодичность). Неустойчивость океанических течений приводит к тому, что связанный с этими течениями перенос тепла от экватора к полюсам становится переменным, что влияет на гидрологические условия и, соответственно, на погоду, особенно в высоких широтах.

### В атмосферах других планет
В атмосфере Юпитера наблюдаются глобальные колебания, напоминающие цикл индекса, с периодом порядка 11—13 лет (период обращения Юпитера вокруг Солнца ~ 12 лет). Численные эксперименты по моделированию динамики атмосферы Марса дают основание считать, что колебания с периодом 4—6 суток во время солнцестояний есть не что иное, как цикл индекса. В атмосфере Нептуна обнаружены колебания с периодом в 21 год неясной природы. Сравнительный анализ колебаний типа цикла индекса в атмосферах планет даёт основания считать, что эти процессы количественно и качественно подобны друг другу и, возможно, подобны 11-летнему циклу солнечной активности.

### Васцилляция
В 1951 году Раймонд Хайд, работая в Кембриджском университете над проблемой происхождения геомагнитного поля, поставил эксперименты по конвекции в неравномерно нагретой вращающейся жидкости. В его экспериментах подкрашенная жидкость помещалась в зазор между двумя скреплёнными между собой коаксиальными цилиндрами, ось которых расположена вертикально и совпадает с осью вращения. Между стенками сосудов поддерживалась постоянная разность температуры. При некоторых сочетаниях угловой скорости вращения и разности температуры между цилиндрами Р. Хайд обнаружил необычное явление, которое он назвал «vacillation» — с англ. — «васцилляция, качание». В жидкости возникали волноподобные структуры, причем видимые параметры — длина, амплитуда, форма (наклон) этих волн — периодически менялись. На изгибах волн появлялись вторичные вихри. Возникновение, развитие и последующая диссипация волновых и турбулентных движений в экспериментах Р. Хайда явилось новым, неизвестным ранее автоколебательным гидродинамическим процессом, в котором кинетическая энергия жидкости периодически перекачивалась между турбулентной и упорядоченной компонентами. Хэрольд Джефриз обратил внимание Р. Хайда на то, что открытая им васцилляция весьма похожа на аналогичное явление, наблюдаемое в атмосфере — цикл индекса.

### В численных экспериментах
Чтобы выявить физическую природу явления васцилляции, Эдвард Лоренц применил двухуровневую спектральную математическую модель вращения неравномерно нагретой жидкости, сведённую к системе четырнадцати обыкновенных дифференциальных уравнений. Численные эксперименты с этой моделью показали, что в зависимости от скорости вращения и от разности температуры между центром и периферией цилиндрического сосуда, в который помещена жидкость, наблюдаются четыре основные типа течения:
- R1 — устойчивое осесимметричное течение (названное в честь Джорджа Хэдли[англ.] «Режим Хэдли»),
- R2 — устойчивый волновой режим течения (названный «Режим Россби»),
- R3 — васцилляция,
- R4 — нерегулярный (апериодический) («волновой режим Россби»).

Численный эксперимент подтвердил, что на границе устойчивости наблюдается явление, похожее на цикл индекса в атмосфере. Попутно Э. Лоренц обнаружил, что его численная модель обладает неустойчивостью по отношению к малым изменениям параметров и начальных условий («Эффект бабочки»). Исследуя вычислительный процесс на фазовых диаграммах, он обнаружил, что решение системы уравнений, моделирующее васцилляцию, имеет особый характер, получивший название «странный аттрактор Лоренца». Это открытие породило, с одной стороны, новый взгляд на механизм возникновения турбулентности, а с другой стороны — обоснованное сомнение в принципиальной возможности численно предсказать развитие синоптических процессов в атмосфере на сроки, сопоставимые с периодом цикла индекса. Из чего следует, что понимание механизма цикла индекса играет ключевую роль в развитии численных методов прогноза погоды.